# Baraboi, Dondușeni
Baraboi este un sat din raionul Dondușeni, Republica Moldova. Satul Baraboi este situat în zona de nord a Republica Moldova, în extremitatea sudică a raionului. Comuna se află la distanță de 16 km de centrul raional - or. Dondușeni, 174 km de capitala țării - m. Chișinău.

## Etimologie
Numele satului corespunde termenului botanic - baraboi (lat. Chaerophillum bulbosum) – plantă erbacee din familia umbeliferelor, cu rădăcina în formă de bulbi, care poate fi cultivată și ca plantă alimentară. Legenda satului zice că denumirea satului este provine de la boierului Gheorghe Zavur, poreclit Baraboiul.

### Toponimie istorică
Tot pământul satului Baraboi este coline, hârtoape și văi, specifice reliefului Platoului Moldovei. Acestea pornesc de sub hotarul de scurgere a apelor Nistrului și Prutului și curg în aceiași direcție, sud-estică, de sfârșesc în Răut, ca afluenți de dreapta.
Satul a fost așezat pe malul stâng al "Văii Bourului", în cursul de mijloc, într-o vâlcică. Aceasta din urmă, ce ocolește biserica, coboară de sub „Dealul Crucii” (pe care va fi mai apoi poarta spre Colonia Evreiască Briceva). La începutul formării satului (sfârșitul sec. XIX), Baraboi era alungit, în această vale, pe direcția Nord-Sud, fiind de aproape 2 km, de la capul nordic (Dealul Crucii) până la morile de jos; iar lățimea varia între 0.4 - 0.5 km (Planul lui Schubert, 1868-1893. f. 27-6). La sfârșitul perioadei Regatului Român, pe marginea dinspre nord și est, erau așezate primele cartiere. După aceasta, satul avea să se lărgească mai mult spre est, adică pe unde s-a făcut noul drum spre Mihăileni (Harta topografică Românească, 1939). La sfârșitul sec. XIX, la marginea satului Baraboi erau 5 mori de vânt. Acestea se aflau: două cu cca. 500 m la Sud de biserică și 3, pe malul stâng al văii Bourului, chiar în fața "Iazului Vechi", adică, pe coasta sudică a dealului „Lutăria” (Planul lui Schubert, 1868-1893). 
„Valea Bourului”, ce străbate în lung moșia satului Baraboi, este descrisă astfel: „Valea Bourului - vale, în județul Bălți. Începe în județul Soroca, pe moșia satului Frasân, și merge în direcțiunea Sud-Est, până în valea Răutului, trecând pe la sud de satul Baraboi. Lungimea totală a văii, după harta statului major rus, e de peste 20 km... Lângă ferma Pohor intră în județul Bălți. În vale se află trei heleșteie și în ea intră valea Cugușeni, iar lângă Baraboi, din dreapta, valea Enclău” (Dicționarul geografic al Basarabiei, 1904, Zamfir Arbore). Vechiul toponim legendar al acestei văi, ține de istoria satului Gașpar, unde și este „Dealul Bourului”, de sub care coboară valea respectivă. Ea s-a numit așa, pe toată lungimea, până la așezarea cătunului „Pohor” (înc. sec. XIX). După aceea, de aici în jos, adică cât ține moșia Baraboiului, s-a numit „Valea Pohorului” („Pogorului”, „Pogornița”, „Popornița„), și doar cursul de sus a rămas cu vechiul nume. 
Cătunul Pohor, ce înseamnă „sub deal”, iar în limba rusă - „pod gora”, a fost la vest de Baraboi. El făcea parte din județul Soroca, volostea (plasa) Târnova, fiind pe pământul satului Frasin. La înc. sec. XX, satul a fost desființat iar pământul a trecut la Baraboi. În 1904 această localitate încă mai exista: „POHOR, cătun, în județul Soroca, așezat în valea Bourului, la gura văii Cugușeni. Are 12 case, cu o populațiune de 68 suflete. Aproape de sat este un heleșteu" (Dicționarul geografic al Basarabiei, 1904, Zamfir Arbore). Aici, pe ambele maluri ale iazului pomenit, la coada căruia a fost micul sat, erau două cătune. Ceva mai jos de iaz, la „Odaie”, în „Valea Pohorului” (Bourului), sfârșește „Valea Vulpăria”, iar mai aproape de Baraboi - „Valea Vinodel”. Pe colina dintre acești afluenți ai Văii Pogorului, era cătunul lui „Gheorghe Damian„. Acest pământ ține spre nord până la movila de strajă de pe "Dealul Caraiman" (237 m). 
Valea „Enclău” este un afluent de dreapta al Văii Pogorului, fiind hotarul sud-vestic al moșiei Baraboi. Acest toponim vechi nu se știe de provine din altă limbă sau e un pseudonume (poreclă) a unui moșier. Această vale începe de la "Pământul lui Moise", unde s-a așezat satul Ciubara, și e descrisă astfel: „ENCLĂU, vale, în județul Bălți. Începe de sub același deal cu Valea Împuțită (Șofrâncani) și se îndreaptă spre Est până aproape de Valea Bourului... în vale se află numeroase odăi și ferme" (Dicționarul geografic al Basarabiei, 1904, Zamfir Arbore). Ca și valea Șofrâncani, valea Enclău era loc ales pentru ferme de însemnătate gubernială. Așadar, în cursul de mijloc al văii Enclău, în hotarele satelor Baraboi și Mihăileni, a fost un cătun al cărui nume nu se cunoaște. Acesta avea două cătune, o moară de vânt, fermă și magazin. Aici se intersectau mai multe drumuri, iar până la valea Bourului (unde avea să fie „Iazul Nou”) valea Enclău era tot pălănci, târle (loc de creștere a animalelor) și adăpători murdare (Planul lui Schubert, 1868-1893).
În partea opusă a moșiei Baraboi, la nord, sfârșește în Răut „Valea Pomilor”. Aceasta vine de lângă satul Frasin și în ea coboară, de sub satul Baraboi, hârtopul "Ciobăniței". Tot în direcția nordică, la hotar, aproape de cătunul Ionești (Elenăuca), se înalță dealul "Capul Piscului". Acesta este în fața dealului Caraiman, fiind despărțit de el prin Valea Pomilor și legat, prin hotarul istoric al județelor Soroca și Bălți. 
La înc. sec. XX principalele drumuri porneau din Baraboi, spre localitățile vecine: Colonia Evreiească Briceva, Frasin, Țarigrad, Ciubara și Mihăileni. Din acestea, doar primul a ajuns a fi drum actual (spre Târnova), iar segmentul spre Mihăileni este un drum nou. Vechea cale spre Râșcani era pe la "Iazul Vechi", prin valea Enclău (Harta topografică Românească, 1939).

## Geografie
La nord, moșia satului se învecinează cu moșiile satelor Frasin, Codreni Noi, Elenovca și Briceva, la est – cu cele ale satelor Fântânița  și Antoneuca, la sud – cu cele ale satelor Ochiul Alb și Mihăileni, la vest – cu cea a satului Ciubara, iar la nord-vest cu cele ale satelor  Chetroșica Noua  și Caraiman.

Prin Baraboi trece șoseaua secundară ce vine din Dondușeni și, urmând prin Mihăileni, se unește cu cea naționala Chișinău-Bălți-Briceni.

Moșia satului Baraboi are o suprafață totala de 5062,85 ha, dintre care 1535 ha constituie vatra satului.
În structura pedologică predomină cernoziomurile, cele mai fertile soluri. Cernoziomul este reprezentat prin 3 subtipuri: argiloiluvial, răspândit la altitudini de peste 190 m; levigat și tipic.
În perimetrul satului sunt șapte iazuri, cu suprafața totală de 157 ha.

## Istorie

### Perioada Rusiei Țariste
PÂNĂ LA FONDAREA SATULUI BARABOI, acest pământ a fost parte a unei moșii mari ce, în prima jumătate a sec. XIX era una întreagă. Aceasta cuprindea un șir geografic de sate ce, în ordine de la sud la nord sunt: Corlăteni, Aluniș, Recea, Nicoreni, Ochiul Alb, Popornița și satul Dondușeni (C. Georgescu-Vrancea, Boierimea basarabeană și pacea din București din anul 1812, în ,,Arhivele Basarabiei", 1934, nr. 2, p. 175-176). 
CĂTUNUL POPORNIȚA a existat în Valea lui Enclău, ce desparte moșiile satelor Baraboi și Mihăileni, și a dispărut, ca localitate, după fondarea acestor sate între care s-a aflat și care au fost întemeiate de Mihail Sturdza. Nici un document vechi, inclusiv hărți amănunțite de până la 1835, nu indică existența satelor Baraboi și Mihăileni, ci doar „mitocul Popornița” (Spețialnaia karta Zapadnoi ceasti Rossii Șuberta 1816-1840 goda). Acest fapt spune că locul marelor sate noi nu era populat până la vremea ceea. Deci, orice urmă de viață omenească poate fi din vremi mai vechi, precum și toponime similare, aflate în acte istorice, poate fi al altor sate. Sat ,,Baraboi" există și în ținutul Odessa. Cătunul Popornița, ce a fost la 4 km de Baraboi, nu poate fi considerat ca „Baraboiul Vechi", căci actualul sat s-a format prin deportare a țăranilor aduși din mai multe sate vecine, precum e scris mai jos. Prin acest toponim, „Popornița”, aflat în acte, se are în vedere cea mai mare parte din moșia satului Baraboi până la fondarea lui.
LUNGA MOȘIE a satelor sus-numite, ce a ajuns, în 1835, ocina lui Mihail Sturdza, a fost hotărâtă după drumuri principale (existente și planificate). Altfel zis, prin partea sudică trecea drumul strategic ce lega centrele județene Bălți și Hotin (actuala magistrală). Iar de la această cale, era prevăzut un nou drum spre Movilău, ce avea să treacă prin pământul satelor nordice a moșiei respective, adică și pe la Popornița. Aceasta a început să trebuiască mai tare de la 1812 încoace, căci după trecerea Moldovei dintre Prut și Nistru, de sub turci sub ruși, drumurile spre Moscova au devenit prioritare. Așa s-a făcut că ,,lunga moșie" a satelor respective a fost sub mâini sigure, situația fiind urmărită de puterile centrale, pentru investițiile ce s-au făcut, pe vremea fondării satelor Baraboi și Mihăileni. 
În 1813 GRIGORE STURDZA vistiernicul, ce stăpânea aceste sate, adică și Popornița, a făcut schimb de moșii cu IONIȚĂ BAȘOTĂ spătarul ce avea, până atunci, mai multe sate în preajma Dorohoiului. Acestea s-au petrecut pe fondalul schimbărilor politice în pământul Moldovei, când ambii moșieri s-au strămutat cu traiul. I. Bașotă urma să fie procuror provincial al guberniei Basarabia, iar Gr. Sturdza plecase în dreapta Prutului, cu gândul de ași lua înapoi lunga moșie (Dinu Poștarencu, Un studiu al lui Nicolae Iorga despre Basarabia mai puțin cunoscut p. 290). În dreptul Poporniței, lunga moșie era loc pustiu, de la Ochiul Alb până la Scăieni, pentru care fapt noul moșier, Ioniță Bașotă, cumpără de la Dimitrie Bogdan de la Cuhurești satul vecin, Hnilovodea, adică Ghizdita sau Fântânița. Ultimul și-a luat înapoi satul Fântânița, pentru fiica lui, Smaranda, pe fondalul problemelor lui I. Bașotă, când în 1821 nu a declarat nici un sat din acestea și așa a avut a le pierde pe toate. Așadar, încercarea lui Bașotă, de a exploata ce există, a fost oprită de puterea centrală ce urmărea popularea uniformă și investiții în locuri ce nu puteau fi schimbate de la o stăpânire la alta. 
În 1835 fostul domnitor Mihail Sturdza, fiul lui Grigore Sturdza, ia în stăpânire satele respective: „Corlăteni, Aluniș, Recea, Nicoreni, Ochiul Alb, Popornița și Dondușani”. Acesta a fondat satele Baraboi și Mihăileni, concomitent, în preajma anului 1840, precum e scris mai jos.
FONDAREA SATULUI BARABOI, 1840-1843. Careva ipoteze, cercetând dacă satul ar putea fi mai vechi, adeveresc inexistența lui până la acești ani. Conform unor date satul ar fi fost întemeiat în 1823, dată care figurează într-o serie de publicații apărute ulterior (Dicționarul statistic al Basarabiei,1923). Satul Baraboi nu era înregistrat nici în anul 1830, în lista satelor din județul Iași, nici în alte acte din 1832. Într-un contract, încheiat la 20 decembrie 1839, între comisul Nicolae Cristofor Spiro, mandatarul domnitorului Mihail Sturdza, și împuterniciții comunității satului Scăieni, Lari Tudor și Iacob Dănilă, se stipulează: „ ... comisul a pus la dispoziția împuterniciților comunității satului Scăieni o parte de pământ, din moșia Nicoreni (sau Ochiul Alb), numită „Baraboi”, care aparține domnului Moldovei Mihail Sturdza, în vederea strămutării obștii acestui sat”. Așadar, potrivit acestui act de arhivă, satul Baraboi nu exista nici la 1839, care fapt e arătat și în harta sus-numită, pe care sunt indicate însă cătunele vecine, Popornița și Pohor (Spețialnaia karta Zapadnoi ceasti Rossii Șuberta 1826-1840 goda). Satul urma să fie întemeiat, precum se menționează în contract, în primăvara lui 1840, după strămutarea locuitorilor din Popornița, Pohor și jumătate de sat Scăieni pe moșia domnitorului Mihail Sturdza. Data întemeierii satului este considerată 3 ianuarie 1843, când pentru prima dată este atestat documentar. 
FORMAREA SATULUI BARABOI SAU VREMEA LUI STURDZA, 1840-1848. Așezat în ținutul Iași, apoi Bălți, la marginea acestuia, satul avea să crească repede. Nu se știe dacă s-au făcut pe timpul lui Mihail Sturdza sau de el ar fi fost începute, dar la mijlocul sec. XIX, la Baraboi erau 5 mori de vânt; la Popornița era o moară de vânt și magazin, iar la Pohor era fermă mare. Datorită creșterii satului, pământul Pohor, din ținutul Soroca, a trecut de la Frasin la Baraboi. Cât despre atârnarea lui M. Sturdza față de țărani, biografia lui arată că deși era ,,lacom la avere, a fost drept cu țăranii". În timpul revoluției din 1848, fuge la Paris, de unde nu mai poate supraveghea situația moșiilor, ce a început a degrada sub noii proprietari.
DUPĂ DECLINUL STURDZENESC, 1848. În 1859 satul Baraboi avea 132 de curți, 570 bărbați și 478 femei; în 1875 – 920 bărbați, 961 femei și 276 de case, în 1886 – 295 de curți și 1440 locuitori, volostea Copăceanca, ținutul Bălți. Pentru construcția bisericii, în 1873, prin dispoziția conducerii eparhiale din Basarabia, preotul Teofil Mahu de la biserica Adormirea Maicii Domnului din satul vecin Ghizdita (acum Fântânița) a fost transferat în satul Baraboi. În doi ani biserica a fost finisată. 
La 1 septembrie 1897, sub grija mitropolei Chișinăului și Hotinului, în Baraboi a fost deschisă „școala normală de băieți” - „Baraboiskaia vtoroklasnaia școla”, care, după însemnătate, era de gradul II. Procesul instructiv-educativ se desfășura după programa de învățământ a Bisericii Ortodoxe Ruse, obiectele de studiu fiind: religia, limba slavonă-bisericească și cea rusă, cântul bisericesc, aritmetica, caligrafia, istoria Rusiei, geografia, fizica, igiena și didactica. Director de școală era Vladimir Mahu; absolvenții școlilor de acest fel erau angajați în calitate de învățători în școlile bisericești parohiale și în cele de învățare a scris-cititului, iar unii dintre ei își continuau studiile în seminarele pedagogice (școli normale de un grad mai înalt în sistemul învățământului din Imperiul Rus). Clădirea școlii a fost construită în 1902. În anul 1904-1905, au fost introduse ore de agricultură. Școala parohială de pe lângă Școala normală din Baraboi a fost deschisă în 1898, activând în paralel și în special pentru învățarea scris-cititului. Aceasta avea o singură clasă, fiind în clădirea școlii normale.
Zamfir Arbore ne informează că în 1904 localitatea era inclusă în volostea Copăceanca. Avea 301 case cu o populație de 2.003 oameni, o biserică, cu hramul Sf. Nicolae. Țăranii posedă pământ 2.740 desetine. Sunt vii și grădini cu pomi. S-a introdus uscarea prunelor și a fructelor, care se transportă în Rusia prin Călărași. Într-o publicație din 1910 se arată că satul avea 619 curți, 2031 de oameni, 2220 desetine de pământ împroprietărit (acordat țăranilor în virtutea legii agrare din 1868) și 1120 desetine de pământ propriu al locuitorilor.

### Perioada Regatului Român
În 1917 Școala de învățare a scris-cititului, se reorganizează în Școala bisericească parohială de două clase. Între 15 mai și 1 iunie 1918, Directoratul Instrucțiunii Publice al Basarabiei a organizat în orașul Bălți cursuri pedagogice pentru învățătorii din raza județului Bălți. La aceste cursuri au participat și cadre didactice din Baraboi: Nichifor Nehuleanu, Ioan Eladi, Vasile Focșa și Ioan Spijavca. Într-un tablou de școli primare și medii din județul Bălți, întocmit la 20 aprilie 1920, se arată că în satul Baraboi funcționau 2 școli primare (nr.1 și nr. 2) și o școală medie. În 1923 în Baraboi sunt menționate: cooperativa de consum “Furnica”, înființată în 1917, poștă rurală, primări, 3 cârciumi. Prin decretul regal din 7 decembrie 1929 intervin unele modificări în structura administrației publice locale, potrivit cărora localității Baraboi i se retrage statutul de comună și, în calitate de sat, este inclusă în componența comunei Râșcani. recensământul general din 1930 înregistrează în Baraboi o populație de 3781 persoane și 847 gospodării. La 4 iulie 1932 are loc o revizuire teritorial-administrativ a județului Bălți și Baraboiului i se restabilește statutul de comună (în care era inclus și satul Ciubara) făcând parte din plasa Râșcani.
Potrivit informației expuse în Anuarul României din 1928, în Baraboi existau 4 școli: una medie și 3 primare. În 1928, școala medie din sat a fost transformată în gimnaziu agricol de băieți. Pentru anul școlar 1936/37 la gimnaziu au fost înscriși 124 de elevi, iar în 1939/40 – 143 de elevi.

### Al Doilea Război Mondial
După trecerea acestei părți a Moldovei la Uniunea Sovietică, la 1 septembrie 1940, a fost fondată școala medie cu un efectiv de 532 de elevi, inclusiv 270 elevi în clasele a 5 – 8-a. Directorul instituției a fost Emilian Carp.
La 22 iunie 1941, adică după ce forțele "Armatei Roșii" s-au retras spre Volga, unde avea să fie marea luptă de la Stalingrad, iar cele române au trecut Prutul și Nistru, au loc și la Baraboi mișcări populare și la 10 iulie administrația Regatului Român pune stăpânire pe comună. În toamna anului 1941 se realizează un recensământ și înregistrează 4151 persoane și 1061 clădiri. Din înrolații baraboieni în armata sovietică au rămas pe câmpurile de luptă ale Europei 130 de persoane, ale căror nume sunt gravate pe lespezile de granit ale monumentului din centrul satului și pe cel ridicat de curând în curtea bisericii. 
În 1944 U.R.S.S. reinstaurează regimul sovietic de ocupație. Fiind restabilite unitățile administrativ-teritoriale instituite de autoritățile sovietice în 1940, satul Baraboi este inclus în raionul Râșcani din județul Bălți. Sistemul județean a fost menținut până în anul 1947.

### Perioada Sovietică
Dezastrul cauzat de război, seceta din anii 1945-1946 și, mai cu seamă, colectarea forțată a produselor agro-alimentare de la țărani, au provocat o secetă fără precedent, ce a curmat viața multor locuitori, inclusiv și din Baraboi. După combaterea secetei, cu intenția de a-i intimida pe țărani și a-i obliga, în acest fel, să accepte colectivizarea, conducerea statului sovietic a pus în funcțiune mecanismul deportărilor în masă. Au fost deportate 22 de familii, în total 107 persoane  În satul Baraboi colectivizarea a început în luna iulie 1949, pe data de 28 a acestei luni luând ființa cartelul agricol “Scânteia”, președinte fiind Tudor Filip Focșa. Pe parcursul lunii august mai apar înca 3 colhozuri: Înaintașul, Jdanov și Bolsevițcaia pravda. În 1952 toate patru colhozuri formează unul singur, acela pe nume Viața Nouă, cu președinte Ignat Corneiciuc. În 1967 numele colhozului este schimbat în Farul (Maiak). În 1973 populația satului număra 4117 de locuitori și 1392 de gospodării. Școala medie mixtă era frecventată de 826 de elevi, iar colectivul didactic a fost alcătuit din 56 de învățători. Ramurile principale ale gospodăriei colective erau: cultura cerealelor, plantelor tehnice, pomicultura, creșterea animalelor. În anii 1970-80 funcționau: parcul de autocamioane, uscătorie de tutun, casă de cultură, 3 grădinițe, câteva magazin alimentare și de mărfuri industriale, o moară, o librărie, o cafenea și o brutărie. La ultimul recensământ sovietic din 1989 în sat erau 1460 de gospodării cu 3734 locuitori.

### După declarația de Independență
În contextul transformărilor socio-politice de la sfârșitul anilor 80 ai secolului XX, mișcarea de renaștere și eliberare naționala a românilor basarabeni, a 27 august 1991 Republica Moldova își proclamă independența. 
Conform legii privind organizarea administrativ-teritorială a republicii din 1994, satul (comuna) Baraboi a continuat să facă parte din raionul Dondușeni. Iar, conform celei din 1998, când e instituit sistemul județean, satul e inclus în județul Edineț. Structura județeană a existat până în 2001, când Parlamentul, dominat de comuniști, restabilesc raioanele. Satul (comuna) revine din nou raionului Dondușeni. Gospodăria colectivă de tip socialist, căreia, între timp, i-a fost schimbat numele în Baraboi, a existat până în 1996. Desființarea colhozului s-a produs în urma repartizării locuitorilor satului, în perioada 1993-1994, a cotelor de teren care le-au revenit din virtutea legii adoptate de Parlamentul republicii cu privare la privatizarea pământului. În 1997, 29 de proprietari de cote au format gospodăria țărăneasca Dacia. 
În anul de studiu 1996/97 la școală erau înscriși circa 640 de elevi, director în acea perioada a fost Nicolae Burbulea.

## Populație
La recensământul populației din 2004 în Baraboi au fost înregistrați 3.354 locuitori, inclusiv: 1.579 bărbați (47,08%) și 1.775 femei (52,92%). Structura etnică este următoarea: români - 3295 persoane, ucraineni - 20 persoane; ruși - 17 persoane, rromi - 14 persoane; doi bulgari, câte un polonez și găgăuz și 14 persoane aparțin altor etnii.
În 2004 au fost înregistrate 1321 de gospodării, 346 de gospodării au fost alcătuite dintr-o singură persoane, 396 - din două psroane, 247 - din trei persoane, 227 - din patru persoane, 74 - din cinci persoane, 23 - din șase persoane, 6 - din șapte persoane, 1 - opt 7 persoane și 1 din nouă persoane. Mărimea medie a unei gospodării a constituit 2,5 persoane.

## Administrație și politică
Componența Consiliului local Baraboi (11 consilieri), ales la 5 noiembrie 2023, este următoarea:
|  | Partid                                       | Consilieri | Componență | Componență | Componență | Componență | Componență |
|  | -------------------------------------------- | ---------- | ---------- | ---------- | ---------- | ---------- | ---------- |
|  | Partidul Acțiune și Solidaritate             | 5          |            |            |            |            |            |
|  | Partidul Socialiștilor din Republica Moldova | 3          |            |            |            |            |            |
|  | Partidul Liberal Democrat din Moldova        | 3          |            |            |            |            |            |